# José Pratas Romão
José Pratas Romão (nascut el 13 d'abril de 1954) és un exextrem i entrenador de futbol portuguès.

## Carrera com a jugador
Nascut a Beja, Alentejo, Romão va començar a jugar al CD Beja local. També va representar el Vitória de Guimarães, AD Fafe, FC Penafiel, GD Riopele, GC Alcobaça i FC Vizela en una trajectòria professional de 15 anys.
Romão va passar cinc temporades a la Primeira Liga amb el Guimarães, sense arribar a ser més que un jugador suplent. La seva darrera campanya a aquest nivell va ser la 1982–83, descendint amb l'Alcobaça. Es va jubilar el juny de 1984, amb només 30 anys.

## Carrera com a entrenador
Romão va començar a treballar com a entrenador immediatament després de retirar-se, i va tenir la seva primera experiència a la màxima categoria l'any 1984–85 amb el Vizela. L'equip va acabar en la 16a i última posició de la lliga, descendint immediatament. Des de l'inici de la temporada 1987–88 fins al final de la campanya 1999–2000 sempre va treballar a la primera divisió portuguesa, començant per Penafiel i principalment dirigint el GD Chaves, que va portar al cinquè lloc la temporada 1989–90. amb un total de tres estades al club.
L'estiu de 2000, Romão es va incorporar a l'equip d'António Oliveira a la selecció portuguesa, mantenint el seu càrrec fins al final de la Copa del Món de la FIFA 2002. Posteriorment, va estar a càrrec de l'equip sub-21, i també va ser l'entrenador de la nació en la desafortunada campanya dels Jocs Olímpics d'estiu de 2004 a Atenes.
Romão va començar a entrenar a l'estranger l'any 2005 amb el Wydad AC, després va passar a Al-Arabi SC (Qatar), Raja CA (dos cops), Kuwait SC i Al-Arabi SC (Kuwait). Durant la seva etapa a la Botola marroquina, va dirigir tant el WAC com el Raja.